# دانبروویتسا (شهرستان لوبلین)
دانبروویتسا (به لهستانی:  Dąbrowica) یک روستا در لهستان است که در گمینا یاستکوو واقع شده‌است. دانبروویتسا ۱٬۰۹۵ نفر جمعیت دارد.

## خواهرخوانده
شهر Schmitten خواهرخواندهٔ دانبروویتسا (شهرستان لوبلین) هست.